# Unnikrishnan Puthoor
Unnikrishnan Puthoor (* 15. Juli 1933 in Engandiyoor, Thrissur, Kerala; † 2. April 2014 in Chavakkad, Thrissur, Kerala) war ein indischer Malayalam-Schriftsteller. Sein Werk umfasst über 50 Bücher, 15 Novellen und mehr als 700 Kurzgeschichten, von denen Nazhikamani, Manase Shathamaaku und Aattukattil überregional bekannt wurden.

## Werke
- Balikkallu
- Jalasamadhi
- Dharmachakram
- Gajarajan Guruvayoor Kesavan
- Puthoorinte Kathakal
- Nazhikamani
- Thallaviral
- Akashvani
- Kuttasammatam
- Athmaviboothi
- Aanappaka
- Aattukattil
- Amruthamadhanam